# Geoffrey Eglinton
Geoffrey Eglinton, FRS (* 1. November 1927 in Cardiff; † 11. März 2016) war ein britischer Chemiker sowie Professor und Senior Research Fellow der Geowissenschaften an der Bristol University. Eglinton kombinierte als einer der ersten Forscher die Organische Chemie mit der Geochemie, und wurde so Mitbegründer der Organischen Geochemie.
Eglinton promovierte 1951 bei Ewart Jones an der University of Manchester
1997 gewann er die Royal Medal für die Erforschung der chemischen Vorgänge, die bei der Entstehung und Migration von Erdöl vor sich gehen. Die Aufklärung dieser Vorgänge war von großer Bedeutung für die Erdölindustrie. Im selben Jahr erhielt Eglinton auch den Urey Award. 2004 wurde er mit der Wollaston-Medaille ausgezeichnet, und 2008 erhielt er für seine Studien an chemischen Fossilien zusammen mit Ellen Mosley-Thompson und Lonnie G. Thompson den Dan-David-Preis.
1990 wurde er zum ordentlichen Mitglied der Academia Europaea gewählt.